# Rouge Gorge (revue)
Pour les articles homonymes, voir Rouge gorge (homonymie).
Rouge Gorge est une revue de dessin contemporain créée en 2003 par les artistes Antonio Gallego, José Maria Gonzalez et Daniel Guyonnet et, aujourd'hui, animée et éditée par les deux premiers.

## Historique
Les trois fondateurs se sont rencontrés au début des années 1980 à l'école des beaux-arts de Versailles. Ils participent alors au groupe Banlieue-Banlieue qui deviendra avec d'autres, l'un des premiers collectifs d'artistes de l'art urbain en France.

## Description
Tirée à moins de mille exemplaires, la revue circule dans le réseau des librairies-galeries qui ont contribué au renouveau du dessin.
À travers sa ligne éditoriale et avec une quarantaine d’artistes invités par numéro, elle synthétise divers horizons du dessin contemporain. Les dessins présentés sont à l’intersection du dessin d’humeur, du dessin de presse, du dessin plasticien et des formes graphiques expérimentales issues du graphzine.
Dans son choix, Rouge Gorge a la volonté de susciter le dialogue entre différentes cultures et différentes générations de dessinateurs. Du dessin débridé tout en énergie, au dessin appliqué, au dessin brodé, tatoué ou au dessin qui interroge ce médium ; la revue évoque la notion de transversalité. Apériodique, elle sort en moyenne un numéro par an, sa parution est souvent liée à des événements, des expositions accueillies dans des centres d’art lors des résidences du duo d'artistes qui l'éditent. Antonio Gallego et José Maria Gonzalez réalisent alors les commissariats, les scénographies et invitent le temps d’une édition ou d’une exposition d’autres créateurs à venir les rejoindre.

### Les expositions
En 2005, ils montent leur première exposition qu’ils intitulent « Rouge Gorge » à la Maison folie de Wazemmes à Lille.
En 2006, invité à La Force de l'art 01, par Hou Hanru, l'un des commissaire de la triennale, Antonio Gallego se propose de travailler en commun, sur l’idée de coopération avec un projet évolutif qui s'appellera « UN NOUS » ; projet pluridisciplinaire entre différents médiums de l’art contemporain. Il invite alors différents artistes dont José Maria Gonzalez qui invite à son tour des artistes de la scène graphique comme Frédéric Magazine, Jhon Magazine et des artistes de la revue Rouge Gorge à venir se retrouver dans ce qui sera une « rencontre accrochage » par l'accumulation de 1 500 dessins juxtaposés dans leur stand du Grand Palais.
Puis en résidence au Forum de Blanc-Mesnil en 2008, ils racontent une petite histoire du dessin contemporain en deux expositions : « Trait d'esprit », autour du dessin en tant qu’œuvre unique, et « Trait multiple » autour du dessin destiné à être multiplié, imprimé comme les dessins de presse, les affiches, les livres d’artistes, les graphzines ou l'art urbain.
Parallèlement, ils collaborent de 2007 à 2009 avec la galerie Béatrice Binoche et le conseil régional de La Réunion à monter sur trois ans, trois expositions : « Dessins d'esprits », « Traits contemporains », « Traits complices », où se rencontrent des artistes réunionnais, métropolitains, chinois, indiens et africains. À chacune de ces expositions sortira un numéro de la revue avec au sommaire ces artistes aux cultures si différentes et aux écritures pas moins singulières.
La revue en 2010 est invitée au Festival international de l'affiche et du graphisme de Chaumont et en 2011, au salon Drawing Room à Montpellier par la galerie Aperto.

### Numéros
|  | Numéro | Date | Sommaire |
|  | ------ | ---- | --- |
|  | no 1   | 2003 | Sonia Biard, Alain Campos, Charley Case, Michel Bouvet, Anita Gallego, Antonio Gallego, José-Maria Gonzalez, Gratis Group, Daniel Guyonnet, Mother's Association "Woman", Patrick Pinon, Skart+Single, couverture : Silverkingz Design (François Morel). |
|  | no 2   | 2005 | Pierre Ardouvin, Jean-Luc André, Frédéric Arnold, Louis Bachelot, Jordane Barboul, Michel Bouvet, Anne Brégeaut, Philippe Brel, Isabelle Boinot, Alain Campos, Mohamed Fezaa, Frédéric Fleury, Anita Gallego, Antonio Gallego, José-Maria Gonzalez, Daniel Guyonnet, Rafael Gray, Hendrik Hegray, Gabriel Hernandez, Quentin Jouret, Killofer, Roberto Martinez, Olivier Nottellet, Tony Papin, Emmanuelle Pidoux, Guillaume Pinard, Patrick Pinon, Frédéric Poincelet, Stéphane Prigent, Alexandra Sà, Elsa Sahal, Jean-Jacques Tachdjian, couverture : Silverkingz Design (François Morel). |
|  | no 3   | 2006 | Frédéric Fourdinier, Antonio Gallego, José-Maria Gonzalez, Daniel Guyonnet, couverture : Silverkingz Design (François Morel). |
|  | no 4   | 2006 | Antonio Gallego. |
|  | no 5   | 2006 | José-Maria Gonzalez. |
|  | no 6   | 2007 | Samantha Afxendio, Hafiza Amla, Stefan Barniche, Magalie Cazal, Jean-Sébastien Clain, Béatrice Cussol, Anne Brégeaut, Aurélie Carpin, Jules Dalou, Cristof Dènmont, Floafleu, Antonio Gallego, José-Maria Gonzalez, Daniel Guyonnet, Serge Huo-Chao-Si, Jace, Claire-Jeanne Jézéquel, Yang Jiechang, Marie Julie, Stéphane Kenkle, Suncana Kuljis, Thomas Laroche-Joubert, Gabrielle Manglou, Nicolas Muller, Olivier Nottellet, Rio Palme, Marielle Paul, Erika Payet, Delphine Roch-Louvion, Anne-Gaëlle Serres, Chen Tong, Shen Yuan, Eric Watier. |
|  | no 7   | 2008 | Durga Bai, Stéphane Barniche, Charley Case, Natacha Duchemann, Samantha Afxendio, Vanessa Dziuba, Anita Gallego, Antonio Gallego, José-Maria Gonzalez, Kamin Lertchaiprasert, Leylagoor & Ann Guillaume, Jean-Claude Jolet, Gabrielle Manglou, Pétra Mrzyk & Jean Francois Moriceau, Marine Pages, Tatiana Patchama, Placid, Frédéric Poincelet, Yohann Queland de Saint-Pern, Radhashyam Raut, Julien Roux, Camille Saint-Jacques, Bhajju Shyam Schyam, Avishek Sen, Space Invader, Virginie Trastour, Meena Women, couverture : Daniel Schludi. |
|  | no 8   | 2009 | Virginie Barré, Stéfan Barniche, Abdelkader Benchamma, Isabelle Boinot, Michel Bouvet, Alain Campos, Julien Carreyn, Paul Cox, Béatrice Cussol, Frédéric Fleury, Anita Gallego, Antonio Gallego, José Maria Gonzalez, Jérémie Grandsenne, Daniel Guyonnet, Hendrik Hegray, Jace, Claire-Jeanne Jézéquel, Jason Karaindros, Suncana Kuljis, Leylagoor & Ann Guillaume, Gabrielle Manglou, Roberto Martinez, François Morel, Pétra Mrzyk & Jean Francois Moriceau, Nicolas Muller, Marielle Paul, Emmanuelle Pidoux, Patrick Pinon, Placid, Frédéric Poincelet, Stéphane Prigent, Daniel Schludi, Samantha Afxendio, Jean-Jacques Tachdjian, Tignous, David West, couverture : François Morel. |
|  | no 9   | 2009 | Spécial Labo-Grafik Junior |
|  | no 10  | 2009 | Stefan Barniche, Boogie, Jean-Philippe Bretin, Frédéric Bruly Bouabré, Mathilde Claude-Marty, Gianni Burattoni, Charley Case, Cristof Dènmont, Inés Di Folco, Luc Fosther Diop, Natacha Duchemann, Jimmie Durham, Vanessa Dziuba, Albert Foolmoon, Antonio Gallego, Jochen Gerner, Mike Giant, Jose Maria Gonzalez, Jérémie Grandsenne, Jace, Stéphane Kenkle, Kid Kréol, Julien Kedryna, Killoffer, Arnaud Labelle-Rojoux, Ligne Rouge, Marine Le Saout, Franck Lundangi, Gabrielle Manglou, Roberto Martinez, Nicolas Nadé, Ndoye dit Douts, Senam Okudzeto, Myriam Omar Awadi, Leila Payet, Guillaume Pinard, Patrick Pinon, Cynthia Phibel, Psyckoze, Yohanne Quélan de Saint-Perne, Mathieu Renard, Franck Rezzak, Rocco, Julien Roux, Tim Ruge, Daniel Schludi, Assan Smati, Olivier Stak, Samy Stein, Barthélémy Toguo, Virginie Trastour, Un Nous, Mwilambwe Bondo Vitshois, couverture : Mike Giant. |
|  | no 11  | 2012 | Olivier Leroi, Bruno Peinado, Pascale Peyret, Luke Painter, Edouard Baribeaud, Aurélie Salavert, Hugues Reip, Jose Maria Gonzalez, Gianpaolo Pagni, Lionel Sabatté, Alain Lapierre, Guillaume Goutal, Tomohide Kameyama, Ann Guillaume, Pierre Bellemin, Didier Casiglio, Sammy Stein, Albert Foolmoon, Elise Bergamini, Chloé Poizat, Daniel Guyonnet, Camille Henrot, Paul Van Der Eerden, Alain Campos, Muzo, Michel Quarez, Valérie du Chéné, Julien Nédélec, Vanessa Dziuba, Marine Pagés, Félicia Atkinson, Gilles Balmet, Elise Parré, Matthias Lehmann, Agnes Fornells, Anne Laure Sacriste, Emmanuelle Étienne, Eric Watier, Nicolas Muller, Julie Redon, Jean-Baptiste Couronne, Patrick Pinon, Regine Kolle, Alexandre Leger, Virginie Trastour, Le Turk, Franck Rezzak, Antonio Gallego, Hippolyte Hentgen et Anita Gallego, couverture: Virginie Trastour.                                       |
|  | no 12  | 2014 | Mirka Lugosi, Alexander Binder, Sandra Vázquez de la Horra, Marcella Barceló, Frédérique Loutz, Damien Deroubaix, Dobrawa Borkala, Tom de Pékin, Éric Corne, Mehdi Besnainou, Mahé Boissel, Emi Uda, Ines Di Folco, Shoboshobo, Geneviève Hergott, Thom Thom, Bianca Argimon, François Bouillon, Christine Crozat, Raphaël Boccanfuso, Igor Hofbauer, José Maria Gonzalez, Antonio Gallego. Textes de Joseph Ghosn, Bertrand Belin, Pierre Escot, Frédéric Poincelet, Éric Watier, Renaud Faroux, Albert Foolmoon, Bartolomé Sanson, Jérémie Grandsenne, Guillaume Pinard, Philippe Di Folco, Gabrielle Manglou, Olivier Nottellet, Béatrice Cussol, Vanessa Dziuba, Julien Kedryna, Marine Pagès, couverture : Geneviève Hergott. |
|  | no 13  | 2019 | Alain Campos, Antonio Gallego, José Maria Gonzalez. Estampes numériques réalisées de 2016 à 2018 à partir des œuvres des trois artistes. |

## Expositions liées àRouge Gorge
- 2005 : Rouge Gorge à la Maison folie de Wazemmes (Lille) à l'occasion de l'édition du no 2
- 2006 : Triennale de La Force de l'art #1 au Grand Palais, Paris, à l'occasion de l'édition des no 3, 4 et 5
- 2007 : Colophon 2007 au Casino Luxembourg - Forum d’art contemporain, Grand-Duché du Luxembourg
- 2007 : Rouge Gorge à la galerie Gounod[2], Saint-Denis de La Réunion, à l'occasion de l'édition du no 6
- 2008 : « Trait contemporain » à la galerie Béatrice Binoche[3], Saint-Denis de La Réunion, à l'occasion de l'édition du no 7
- 2008 : « Trait d’esprit » et « Trait multiple[4] » (exposition en deux volets), au Forum de Blanc-Mesnil à l'occasion de l'édition du no 8
- 2009 : « Trait complice » à la galerie Béatrice Binoche[3], Saint-Denis de La Réunion, à l'occasion de l'édition du no 10
- 2010 : Festival international de l'affiche et du graphisme de Chaumont
- 2011 : «Drawing Room » avec la galerie Aperto, Montpellier. Galerie Satellite, Paris, à l'occasion de la sortie de Rouge Gorge no 11

## Salons
- Salon du Livre, stand des Indépendants, région Île-de-France, porte de Versailles à Paris depuis 2005
- Salon Light de la micro-édition organisé par le Centre national de l'édition et de l'art imprimé (cneai[5]), de Chatou depuis 2004
- Le Marché de la poésie, place Saint-Sulpice à Paris depuis 2003
- Salon de l'édition graphique de Chaumont, 2008